# Pietro Giovanni Chiavica Cibo
Pietro Giovanni Chiavica Cibo (Génova, 1480 ou 1481 - Génova, 19 de setembro de 1559) foi o 60.º Doge da República de Génova.

## Biografia
Os acontecimentos históricos do seu mandato atestam que desde os primeiros dias no mais alto cargo republicano ele tratou da política externa numa fase importante e crítica para Génova e a sua república. O estado genovês estava de facto nas garras das incursões cada vez mais frequentes dos piratas sarracenos ao longo da costa, às quais se somava uma fome que deveria ser enfrentada ao tentando-se importar novos suprimentos de trigo do florescente tráfico comercial e das comunidades genovesas espalhadas pelo sul da Itália, especialmente em Nápoles, Puglia e Sicília. Em matéria económica e comercial deu início negociações e intercâmbios, enviando embaixadores genoveses ao Oriente e no Médio Oriente. Chiavica Cibo faleceu a 19 de setembro de 1559, poucos meses após o fim do seu mandato; tinha 77 anos.